# Alur Cincin
Alur Cincin is een bestuurslaag in het regentschap Bener Meriah van de provincie Atjeh, Indonesië. Alur Cincin telt 374 inwoners (volkstelling 2010).